# Карина
Кари́на — жіноче ім'я. Є канонічним лише в католицькій традиції.
Українські зменшені форми — Каринонька, Кариночка, Рина.

## Етимологія
Походить від давньоримського когномена Carinus (жіноча форма Carina), похідного від іншого когномена Carus, який утворений від лат. cārus («милий», «дорогий», пор. італ. carina — «мила», «гарненька», «приємна»).
Ім'я «Карина» могло виникнути також як форма неканонічного грецького імені Корінна (Κόριννα), утвореного від грец. κοριννα («дівчина»).
Існує версія й арабського походження: від імені «Каріма» (араб. كريمة), утвореного від كريم‎ («щедрий», «великодушний», «шляхетний»).
У радянській і російській антропоніміці також пропонувалися інші тлумачення:
- від лат. carina («кіль корабля»)[3].
- від назви Карського моря — ім'я «Карина» отримала дівчинка, яка народилася на пароплаві «Челюскін» під час зимування на Карському морі[4].

Уживані в деяких країнах імена Karin, Karen, швидше за все, походять від форм імені Катерина, поширених у Скандинавії.

## Іменини
- За католицьким календарем — 7 листопада (мучениця Карина Анкірська).

У православних святцях є схоже ім'я Кириєна, іменини якого святкують 14 листопада.